# Temnobasis
Temnobasis és un gènere monotípic d'arnes de la família Crambidae descrita Max Gaede el 1916. Conté només una espècie, Temnobasis simialis, descrita en el mateix article, que es troba a Camerun.